# Rolf Monsen
Pour les articles homonymes, voir Monsen.
Rolf Monsen, né le 8 janvier 1899 à Oslo et mort le 28 avril 1987, est un sauteur à ski, fondeur et spécialiste américain du combiné nordique. Il a participé aux Jeux olympiques de 1928, où il est sixième en saut et de 1932, où il est neuvième en combiné.

## Biographie
Rolf Monsen arrive aux États-Unis en 1921 et il obtient la nationalité américaine en 1927. Entre 1922 et 1937, il participe à de nombreuses compétitions de ski de fond, de combiné et de saut à ski. Il participe notamment notamment à deux olympiades en tant qu'athlète et il est porte-drapeau aux jeux olympiques d'hiver de 1936 (il est blessé et il ne peut pas participer),. 
Pendant la Seconde guerre mondiale, il aide le 10e division de montagne (États-Unis). En tant que civil, il enseigne le ski aux soldats de cette division.
Après la guerre, il s'installe en Californie. Il travaille notamment pour Vigor Shipyards en tant que directeur de la relation client.

## Résultats

### Jeux olympiques
| Épreuve / Édition | St-Moritz 1928 | Lake Placid 1932 |
| Saut à ski        | 6e             |                  |
| Combiné nordique  | Abandon        | 9e               |
| Ski de fond 18 km | 45e            | 33e              |

### Compétitions américaines
En 1922, Rolf Monsen remporte le championnat du Canada de ski de fond. L'année suivante, il remporte le championnat à nouveau en ski de fond et en plus en saut à ski.